# Čuňa
Čuňa (rusky Чуня) je řeka v Krasnojarském kraji v Rusku. Je dlouhá 727 km. Plocha povodí měří 70 500 km².

## Průběh toku
Vzniká soutokem Severní a Jižní Čuni. Protéká přes Středosibiřskou pahorkatinu. Překonává četné peřeje (např. Čunský zámek). Ústí zprava do Podkamenné Tungusky (povodí Jeniseje).

### Přítoky
- zprava – Paimbu, Horní Čunku, Dolní Čunku
- zleva – Kimču, Mutoraj, Tyčany

## Vodní režim
Zdrojem vody jsou sněhové a dešťové srážky. Nejvyšších vodních stavů dosahuje v květnu a v červnu. V létě a především na podzim dochází k povodním. Průměrný roční průtok vody činí přibližně 435 m³/s. Zamrzá v říjnu a rozmrzá v květnu.

## Využití
Vodní doprava je možná na kutrech.